# Batalla del bosc de Teutoburg
La batalla del bosc de Teutoburg és una batalla que tingué lloc a la província romana de la Germània Magna (Germania Magna, actual oest d'Alemanya) entre un exèrcit romà i una confederació de pobles germànics. Van ser destruïdes tres legions romanes, sota el comandament del governador Publi Quintili Var, a mans dels germànics comandats per Armini. Tot i que la batalla ocorregué en diversos llocs perquè l'exèrcit romà es trobava en marxa, tradicionalment es creu que tingué lloc a prop de la muntanya de Kalkriese. La batalla fou coneguda entre els romans com clades variana ('desastre de Var'). Els historiadors contemporanis i moderns generalment han considerat la victòria d'Armini sobre Var com «la derrota més gran de Roma», una de les batalles més decisives registrades en la història militar i com «un punt d'inflexió en la història mundial».

## Abans de la batalla

### Germània i Roma cap a l'any 1
La conquesta de la Gàl·lia de Juli Cèsar va deixar el Rin (Rhenus) com a frontera del poder romà, i així va romandre durant unes quantes dècades, mentre se succeïen les guerres civils del final de la República. No va ser fins després de la batalla d'Àccium i l'establiment del principat de Gai Juli Cèsar Octavià, amb els problemes interns solucionats, que Roma va tornar a interessar-se pels seus veïns a diverses fronteres de l'imperi.
Juli Cèsar ja havia travessat el Rin, durant la guerra de les Gàl·lies, per fer operacions de càstig contra algunes tribus germàniques, però no havia intentat cap conquesta més enllà del riu. August, amb una Gàl·lia ja pràcticament integrada a l'imperi, va decidir ampliar el radi d'influència romà més enllà del Rin, segurament a causa de les contínues incursions de diverses tribus germàniques i de la derrota de Marc Lol·li davant d'algunes d'aquestes tribus l'any 16 aC. En una sèrie de campanyes entre el 16 aC i el 9 dC l'objectiu quasi es va acomplir.
La derrota de Lollius va ser seguida d'exitoses campanyes que van dur efectivament la frontera de l'imperi fins a l'Elba (Albis). Drus i Tiberi (el futur emperador) van ser en bona part els responsables militars d'aquestes campanyes. Entre el 12 aC i el 9 aC Drus va anar internant-se cada vegada més profundament en territori germànic fins a arribar a l'Elba. Drus va morir el mateix 9 aC per un accident amb el seu cavall i el comandament de les tropes va ser assignat a Tiberi. Tiberi va continuar el procés d'establiment d'un poder romà efectiu a la zona i fins i tot va fundar el santuari anomenat ara ubiorum (altar dels ubis) a Colonia Agrippina, que havia de constituir un centre politicoreligiós de la nova Germània romana (d'una manera semblant a com s'havia creat el santuari de les tres Gàl·lies a Lugdúnum com a centre politicoreligiós dels pobles de la Gàl·lia). Durant l'any 5 aC Tiberi arribà novament fins a l'Elba i, en una operació conjunta amb la flota, va explorar el sud de la península de Jutlàndia.
En definitiva, cap a l'any 1 dC bona part de la Germania Magna estava efectivament sota control romà, especialment la zona entre el Rin i el Weser (Visurgis). De fet, ja s'havien començat a crear alguns campaments militars i establiments romanogermànics relativament lluny del Rin i força a l'interior de Germània, per exemple a la vall del Lahn, com Waldgirmes i Dorlar, o a la vall del Lippe (Lupia) com Oberaden o Anreppen, la majoria abandonats després de la derrota de Var. El cas de Waldgirmes és especialment significatiu i ofereix diverses pistes per entendre la situació de Germània abans del desastre de Var. Les excavacions realitzades a partir de 1997 mostren que Waldgirmes no era només un campament militar com s'havia pensat inicialment, sinó una veritable colònia de fundació recent (s'hi han trobat no només diverses cases, sinó també els fonaments de pedra d'un gran edifici que tindria les funcions de fòrum). Aparentment els romans van començar a establir-hi un centre administratiu a partir del qual s'organitzaria la província de Germània, tot just conquerida. En aquells anys August hi havia enviat l'expert governador Senci Saturní perquè mantingués a ratlla alguns pobles que encara no acceptaven de bon grat la dominació romana. No se sap gran cosa del que passà entre els anys 1 i 6, però es creu que el govern eficaç de Senci Saturní va permetre aquests avenços en la romanització del país.
Tot allò que ja s'havia experimentat en l'establiment de la Gàl·lia com a nova província es repetia ara a Germània. La província havia ja començat el camí cap a la romanització i tots els indicis apunten que aquest procés tindria continuïtat. No sembla haver-hi cap indicació que els romans tinguessin dubtes sobre la viabilitat de Germània com a nova província.

### L'arribada de Var i d'Armini a Germània
En aquesta situació, en algun moment abans de l'any 7 dC, August nomenà Publi Quintili Var governador de Germània (legatus augusti pro prætore). Var havia estat cònsol l'any 13 aC juntament amb Tiberi i després governador de Síria, on havia dut a terme amb èxit algunes campanyes militars. La persona de Var és difícil d'analitzar. Les fonts antigues són unànimement hostils amb ell, el fan culpable de la derrota i el presenten gairebé com un aprofitat que utilitzà el seu proconsolat a Síria per enriquir-se. En qualsevol cas és possible que Var es comportés de forma arbitrària i fins i tot brutal a la seva nova província i provoqués efectivament la revolta que esclataria poc després. Cassi Dió afirma explícitament que Var va «accelerar» el ritme de la política de romanització i la lenta i gradual assimilació de la província i que ho va fer així perquè no va arribar a copsar correctament la situació que tenia entre mans. La política seguida fins aleshores havia funcionat més o menys correctament, però sembla que Var va voler dur-la massa lluny.

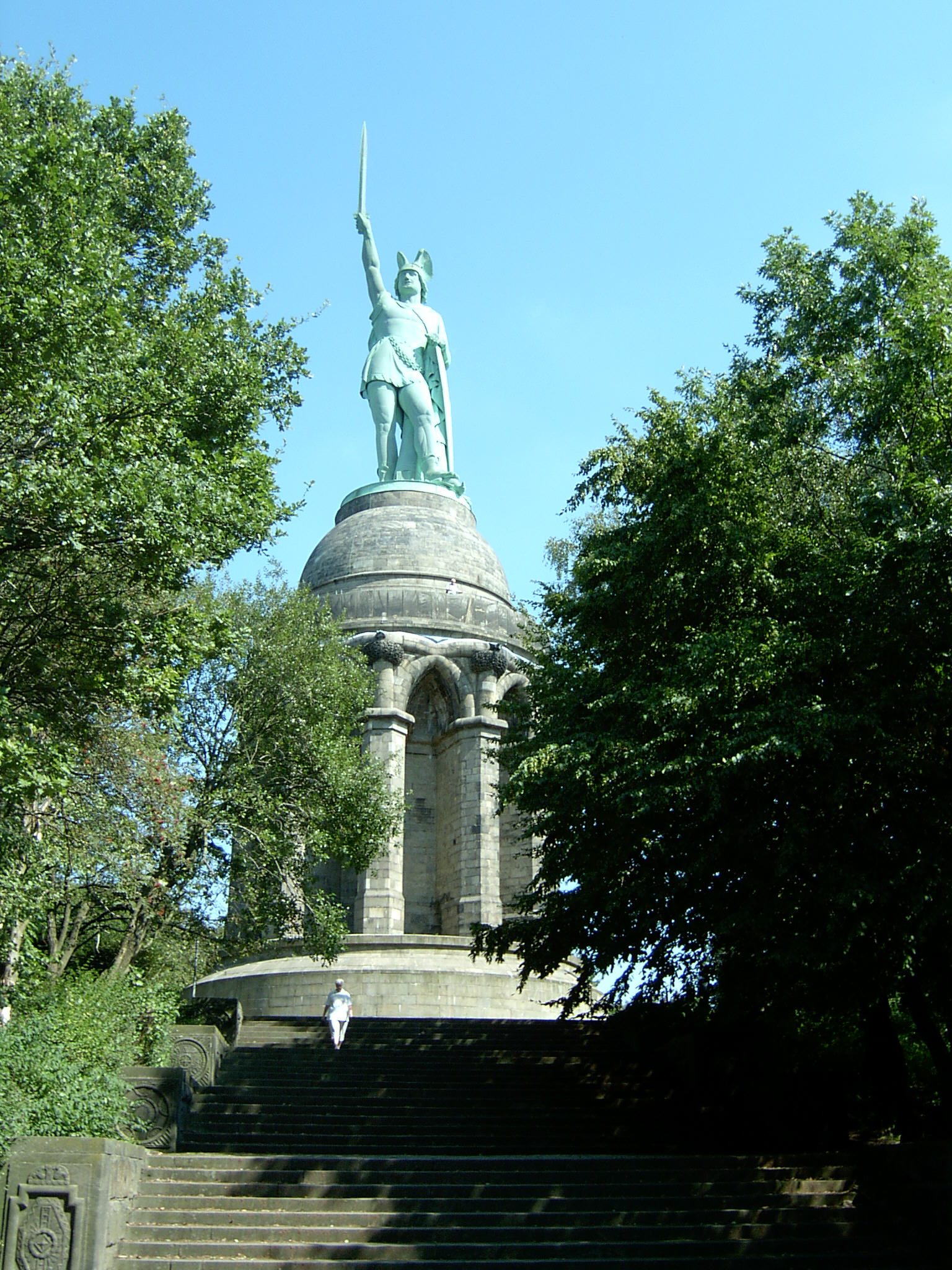
Monument a Armini, d'inspiració romàntica, al bosc de Teutoburg.

Més o menys per la mateixa època en què Var arribava a Germània hi arribava també l'altre protagonista de la història: Armini. Armini (Arminius o *Erminameraz) era el fill de Segimer (*Sigimeriz), cabdill dels queruscs (cherusci), tribu germànica assentada a la zona de l'actual Hannover, i havia servit a l'exèrcit romà, juntament amb el seu germà Flavus, com a prefecte (præfectus) d'alguna unitat de cavalleria. La seva carrera militar s'havia vist coronada amb la concessió del rang de cavaller (eques). Cap a l'any 7 dC tornà a la seva terra i es trobà amb la situació creada pel nou governador, especialment dura per al seu poble. Sembla que de mica en mica es va anar convencent que, malgrat els beneficis de la dominació romana, a vegades estar sota el seu poder no era tan agradable com havia pensat inicialment i, en especial, sota governadors com Var. Les fonts antigues són contradictòries respecte a la figura d'Armini, tan aviat el presenten com un noble germànic lluitant per la seva llibertat com un traïdor als romans.
Per altra banda també cal advertir que la figura d'Armini ha estat utilitzada per la historiografia romàntica primer i pels excessos nacionalsocialistes després, i l'han presentat com el primer lluitador de la llibertat de la nació germànica, imatge que ha tingut un considerable èxit, i encara el té avui en dia. S'ha dit que Armini va ser el primer nacionalista germànic formant una aliança pangermànica, s'ha dit que el desastre de Var va ser el començament del final de l'Imperi Romà i fins i tot que el poble d'Armini va esdevenir posteriorment el poble saxó i, per tant, que Armini va ser el primer anglès. En resum, la figura d'Armini ha estat profundament manipulada per raons polítiques anacròniques, totalment alienes al fet històric.

### La revolta
En algun moment de l'any 9 dC Armini va decidir revoltar-se contra el procés ja iniciat d'incorporació de la Germània a l'imperi. El procés que va dur a la revolta va ser lent, i es va dur a terme, sembla, contra l'opinió del seu pare. Armini es va anar convencent a ell mateix i va anar convencent a bona part de la seva tribu i d'altres, així com, segurament, a molts dels germànics que, com ell, servien com a auxiliars a l'exèrcit romà. En qualsevol cas, quan es va passar a l'acció hi havia inicialment tres tribus involucrades en la revolta: els queruscs, els caucis (chaucii) i els marsis (marsi), però quan la batalla es va tornar contrària als romans altres tribus es van unir a l'atac. El nombre exacte d'homes i tribus involucrades no es coneix, però sí que sabem que, com a mínim una tribu, els marcomans (marcommani), va romandre neutral durant la lluita.
Sembla que Armini va dissenyar un pla per allunyar els romans de les seves fortificacions i dur-los cap a una zona que afavorís clarament l'atac dels germànics; al mateix temps els campaments romans al nord del Rin serien atacats. Es va enviar a Var un
informe segons el qual una tribu més o menys llunyana del nord s'havia revoltat, de manera que es veiés obligat a sortir del campament on estava estacionat amb les seves legions per passar l'hivern i hagués de cobrir una llarga distància a través del que aparentment era territori amic. La ruta el faria travessar el bosc de Teutoburg (una àrea d'aproximadament 100 km de longitud entre les actuals localitats d'Osnabrück i Paderborn). La zona estava coberta d'un bosc molt frondós, un sotabosc molt dens i molts aiguamolls i petits penya-segats difícils de travessar. L'orografia del terreny dificultaria enormement un desplegament efectiu de les legions i permetria atacs ràpids i posteriors retirades dels germànics.
En qualsevol cas el que és un fet és que Var es va posar en marxa amb les tres legions des del campament d'Aliso (al Lippe, a l'actual Westfàlia) en direcció al nord. En total Var es va endur uns 20.000 soldats. Curiosament Var va ser advertit sobre el possible atac per Segestes (*Seugastiz), sogre d'Armini i oposat a la revolta. Cal dir que Segestes era també un important cabdill de la tribu i un fort oponent polític d'Armini i Segimer; a més, la seva filla Thusnelda (*Thurazhilda) s'havia casat amb Armini contra la seva voluntat, fet que, o bé va ser la causa o bé va reforçar l'enemistat entre els dos cabdills. Aquesta oposició va jugar una part important en la caiguda d'Armini anys més tard. El fet important en aquest punt, però, és que Var va optar per ignorar l'avís de Segestes.

## Els tres dies de la batalla

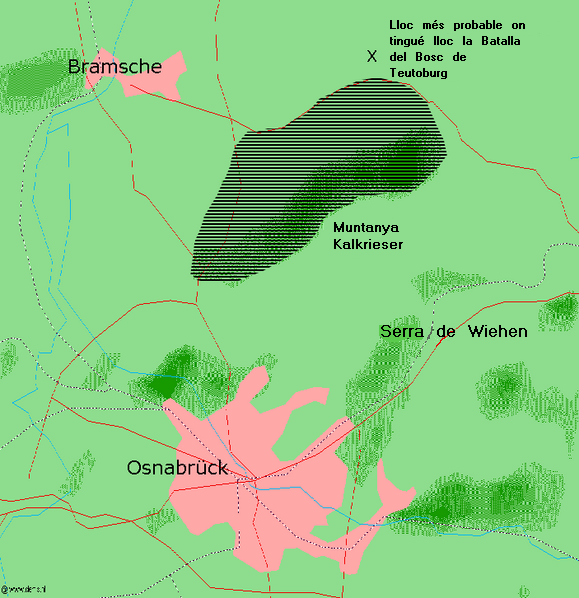
Mapa del lloc aproximat de la batalla.

### La sortida d'Aliso i el primer atac
Els romans no esperaven cap atac i, per tant, es van posar en marxa amb un nombre considerable de no combatents (dones, criatures, servents) repartits al llarg de la columna. El nombre d'aquests acompanyants ha estat estimat entre 5.000 i 10.000 i ens indica que els romans no sospitaven en absolut que una mica més endavant els esperava una emboscada. La columna de marxa devia estar precedida pels enginyers, que havien de desbrossar el terreny, eixamplar el camí i construir ponts i passeres a través dels aiguamolls i penya-segats. Així, la columna, formada per unes 30.000 persones, es devia allargar bastants quilòmetres. Els soldats, per la seva banda, devien anar carregats amb les seves pròpies eines i equipatge i és possible que molts no tinguessin les armes preparades per un eventual ús. Molta de la càrrega, a més, anava a lloms de diverses mules.
Mentrestant, els germànics restaven amagats al bosc, vigilant la columna romana i esperant el moment adient per atacar. I van decidir fer-ho durant una violenta tempesta; la sorpresa devia ser total. No només les formacions romanes estaven desorganitzades a causa de la tempesta, sinó que a més tots els civils barrejats més o menys aleatòriament dins les formacions impedien a les tropes agrupar-se i contraatacar. Els germànics es van apropar cada vegada més i la lluita va esdevenir cos a cos. Després d'una estona els romans van aconseguir sortir parcialment de l'emboscada i van poder situar-se en un terreny prou obert per a muntar un campament amb unes improvisades fortificacions. Els enginyers i els soldats van aixecar un terraplè, tal com era habitual a l'exèrcit romà. Dins dels límits d'aquesta barrera el campament es va anar formant mentre anava arribant la resta de la columna. En aquest punt l'única cosa que es podia fer era esperar la nit.

### El segon dia
Després d'una nit amb incursions puntuals dels germànics, les forces romanes van aixecar el campament. Els romans esperaven que els germànics se'ls enfrontarien en combat obert al lloc del primer campament. Malauradament per ells, els germànics es van mantenir dins el bosc, on tenien els majors avantatges. Així, els romans no van tenir altra opció que posar-se en marxa i endinsar-se novament als boscos. Var va decidir cremar o abandonar el tren d'equipatges i continuar només amb el que era absolutament necessari. Els morts segurament havien estat enterrats i les legions i els civils que quedaven van formar per posar-se en marxa. Tanmateix, la qüestió era: cap on? Havien de seguir cap al nord o intentar retornar a alguna de les fortaleses de la vall del Lippe? No sabem qui va prendre la decisió final, però el cert és que la columna va seguir endavant, endinsant-se més en territori germànic i el bosc de Teutoburg. Malgrat que aquesta decisió pugui semblar arriscada en excés, no podem saber si l'alternativa de tornar cap al sud hagués estat més encertada i menys exposada a noves emboscades. El camí va ser dur tant pels homes com pels cavalls, a causa del fang de la tempesta del dia anterior i possiblement per una pluja persistent. Durant tot el dia van estar sotmesos a un atac continu i va ser en aquest segon dia quan es van produir la majoria de baixes. Finalment es va decidir abandonar la marxa cap al nord i retirar-se cap al Lippe.
Els romans van girar cua i poc després es produí un encontre a camp obert amb els germànics, ben aprofitat pels romans, que causaren força baixes als germànics. Tanmateix, no n'hi havia prou; s'estava fent fosc i van buscar un lloc adient per muntar el campament per passar la segona nit. Var va fer plans per poder escapar l'endemà al matí. Per la seva banda, malgrat les baixes patides en l'encontre a camp obert, els germànics havien augmentat les seves forces a mesura que més tribus es van unir a la revolta.

### El tercer dia i el final de la batalla
A l'alba les restes de l'exèrcit romà es van preparar per a la marxa i fer una ràpida retirada cap al Lippe. Els germànics van preparar una trampa i es van retirar, deixant que Var i els seus homes abandonessin el camp. Els romans van aconseguir obrir-se camí fins que van trobar-se amb una barricada de terra i arbres caiguts preparada pels homes d'Armini. Havien arribat al punt final de la batalla, totalment voltats de germànics (potser el lloc actual de Kalkriese). Els romans van fer a correcuita un fossat i un terraplè mentre es preparaven per a l'assalt final. A mesura que els germànics superaven les defenses les forces romanes s'anaven trencant en grups aïllats més i més petits. Var es va suïcidar deixant-se caure sobre la seva espasa. El prefecte Eggius va mantenir-se lluitant fins al final amb els seus homes, mentre que el seu col·lega Ceionius va preferir rendir-se. En aquest punt el comandant de cavalleria Numonius Vala va intentar fugir i escapar-se de la trampa, però no va reeixir.
Un per un els petits grups de soldats anaven essent vençuts o obligats a rendir-se. Un cos de veterans va formar un punt fort sobre un petit turó i va mantenir-se fins al final del dia. Dues de les tres àguiles, el símbol de les legions, van ser capturades. Segons Florus (que es basa en Livi) un soldat desconegut que duia la tercera àguila va preferir morir que permetre que fos capturada: a mesura que els germànics s'apropaven va córrer cap a un aiguamoll proper i s'hi enfonsà amb l'àguila. Poc després la batalla va acabar. Els vencedors van acabar de matar els que encara quedaven vius; els oficials van ser cremats vius i alguns soldats clavats als arbres.
Molts cossos es van quedar allà on eren, sense enterrar o sense cremar. Es va dir que Armini ho va manar així per donar una mostra de la seva capacitat i poder a les altres tribus i com un avís pels romans. El cos de Var, que aparentment va ser enterrat pels seus homes durant l'atac, va ser desenterrat i el seu cap enviat a Marobodus, el cap dels marcomans. Com aquests havien restat neutrals durant la revolta, aquest gest podia ser una amenaça d'Armini i a la vegada una invitació a sumar-se a la revolta. El cert, però, és que els marcomans van seguir neutrals i Marobodus va retornar més tard el cap a Roma.
Molt pocs romans van sobreviure als tres dies de la batalla. Algunes fonts donen la xifra de 12 o menys, soldats i civils. Aquestes xifres potser estan exagerades, però totes les fonts afirmen que les baixes van ser molt elevades. Tan important fou la derrota que
els números de les legions (XVII, XVIII, XIX) no es van tornar a utilitzar. Els supervivents, fossin quants fossin, es van haver d'enfrontar a més problemes encara. Sense ells saber-ho, totes les guarnicions i campaments romans del nord de Germània estaven essent atacades, i totes, excepte una, havien estat cremades o saquejades quan la batalla s'havia acabat.

## La situació després de la batalla
Sovint es diu que després de la derrota els romans van abandonar qualsevol intent d'incorporar Germània a l'imperi, però el cert és que van seguir fent incursions durant els anys següents. L'any 15 dC Germànic, el fill adoptat per Tiberi, va fer una nova expedició de càstig més enllà del Rin amb vuit legions. Un destacament comandat per Luci Stertinius va recuperar l'àguila de la XIX legió després d'una batalla contra els bructeris. Una segona àguila (no sabem de quina legió) va ser recuperada pel mateix Germànic. En aquesta campanya Germànic també va trobar el lloc de la darrera batalla de les tropes de Var. L'any següent els romans van obtenir una victòria important contra els queruscs en una batalla a camp obert. Sembla clar que l'objectiu de totes aquestes operacions era restablir el control romà a la zona, però malgrat els èxits parcials de Germànic, els resultats no van ser prou espectaculars com per invertir-hi més esforços, de manera que l'any 17 dC Tiberi ordenà acabar les campanyes i mantenir el Rin com a frontera. Durant els anys següents s'organitzaren les noves províncies de la Germània superior i la Germània inferior, que tenien el seu límit al Rin.
En les accions germàniques contra aquestes noves campanyes romanes es tornà a destacar Armini, que en aquells anys, i gràcies als seus èxits, havia aconseguit bastant poder i influència sobre diverses tribus. Precisament aquest creixent poder provocà que diversos nobles germànics el comencessin a mirar amb mals ulls i finalment fou assassinat per membres de la seva pròpia tribu. A partir d'aquest moment no va haver-hi més intents de colonització i les tropes que feien campanya més enllà del Rin tornaven sempre al Rin per passar l'hivern. Només a partir de l'any 73 dC els romans van tornar a intentar annexionar terres a l'est del riu, aquesta vegada amb èxit; el territori, situat entre el Rin i el Danubi i anomenat agri decumates, es va incorporar a la província de la Germània superior.

### Primàries
- Cassi Dió, Història de Roma, LVI, 18-24.
- Gai Vel·lei Patercle, Historia Romana, CXVII-CXIX.
- Publi Corneli Tàcit, Annals, I, 61-62 - II, 30.
- Florus, Epitomæ de Titio Liuio, II, 88.
- Suetoni, Vides dels dotze cèsars.

### Secundàries
- (anglès) Adrian Murdoch, Rome's Greatest Defeat: Massacre in the Teutoburg Forest (Sutton Publishing, Stroud, 2006) ISBN 0-7509-4015-8.
- (anglès) Peter S. Wells, The Battle That Stopped Rome. Emperor Augustus, Arminius, and the slaughter of the legions in the Teutoburg Forest (W.W. Norton & Company, Nova York, 2003) ISBN 0-393-02028-2.
- (anglès) Fergus M. Bordewich, «The ambush that changed history», Smithsonian Magazine, setembre del 2005, (enllaç).
- (anglès) Adrian Goldsworthy, In the name of Rome. The men who won the Roman Empire (Phoenix, Londres, 2003) ISBN 0-7538-1789-6.
- (anglès) Martin Goodman, The Roman World (Routledge, Nova York, 1997).
- (anglès) Edward Creasy, The Fifteen Decisive Battles of the World from Marathon to Waterloo a manybooks.net